# Diplophyllum plicatum
Diplophyllum plicatum là một loài rêu trong họ Scapaniaceae. Loài này được Lindb. mô tả khoa học đầu tiên năm 1872.